# Bastian Doreth
Bastian Doreth (* 8. Juni 1989 in Nürnberg) ist ein deutscher Basketballspieler. Doreth spielte zu Beginn seiner Karriere zunächst insbesondere für die Franken Hexer und die Zweitligamannschaft Nürnberger BC, bevor er 2010 zum FC Bayern München wechselte, mit dem er in die erste Basketball-Bundesliga aufstieg. 2012 schaffte er hier auch den Sprung in die deutsche Basketballnationalmannschaft der Herren, nachdem er zuvor bereits für Jugendnationalmannschaften und die A2-Nationalmannschaft aufgelaufen war. Nach einer Zeit als Leihspieler beim TBB Trier und zwei Jahren bei den Artland Dragons in Quakenbrück, spielte Doreth ab 2015 in Bayreuth und zum Ende seiner Laufbahn als Berufsbasketballspieler wieder in Nürnberg.

## Karriere
Doreth wuchs in Nürnberg auf und besuchte unter anderem die Bertolt-Brecht-Schule Nürnberg. Für den lokalen Basketballverein Franken Hexer spielte Doreth ab 2006 in der Nachwuchs-Basketball-Bundesliga. Zudem bekam Doreth in der Premierensaison der neu geschaffenen ProA (2007/08) viel Einsatzzeit in der Zweitligamannschaft der DJK Falke Nürnberg, deren Lizenz anschließend nach Abstieg in die ProB von den Franken Hexern übernommen und später als Nürnberger Basketball Club weitergeführt wurde. In der ProB-Spielzeit 2008/09 gehörte Doreth dann schon zu den Leistungsträgern der Mannschaft und wurde im März 2009 als „Youngster des Monats“ ausgezeichnet. Obwohl sie die Saison als Tabellenvorletzter beendeten, hielten die Franken nach Verzicht anderer Mannschaften die Klasse und setzten sich als Nürnberger BC in der folgenden Spielzeit 2009/10 im oberen Tabellendrittel fest, wobei Doreth im März 2010 erneut als Youngster des Monats ausgezeichnet wurde. Für den Kooperationspartner Brose Baskets aus Bamberg hatte Doreth als Doppellizenz-Spieler bereits einen Kurzeinsatz in der ersten Basketball-Bundesliga verbucht, doch er entschied sich am Saisonende, seinen Heimatverein aus Nürnberg zu verlassen.
2010 wechselte Doreth zum FC Bayern München, der zwei Jahre zuvor durch Lizenzübernahme der Düsseldorf Magics in die zweithöchste Spielklasse zurückgekehrt war und die ProB übersprungen hatte. Dieser hatte sich auf Ebene des Gesamtvereins dazu entschieden, die Rückkehr in die höchste deutsche Spielklasse anzustreben und dazu den damaligen Bundestrainer Dirk Bauermann als Trainer verpflichtet, der mit Steffen Hamann und Demond Greene zwei deutsche Nationalspieler für den Rückraum 2010 nach München in die zweite Liga holte. Doreth, für die Rolle als Ergänzungsspieler von der Bank eingeplant, erhielt dann aber nach Verletzungen von Hamann und anderen Spielern mehr Einsatzzeit als ursprünglich gedacht. Diese Einsatzzeit konnte er in der mit ehemaligen Erstliga- und Nationalspielern gespickten Mannschaft überzeugend ausfüllen und wurde in der ProA-Saison 2010/11 sowohl im November 2010 als auch im Februar 2011 auch in der höheren Spielklasse ProA zweimal als Youngster des Monats sowie am Saisonende als Youngster des Jahres ausgezeichnet.
Nach dem Aufstieg in die höchste Spielklasse erhielt Doreth nun aber deutlich weniger Einsatzzeit als zuvor, trotzdem wurde er unter Bauermanns Nachfolger als Bundestrainer Svetislav Pešić in den Nationalkader berufen und absolvierte im Sommer 2012 bei Freundschaftsspielen und der Qualifikation für die Endrunde der Europameisterschaft 2013 seine ersten Einsätze in der Herren-Nationalmannschaft. Um seine Einsatzzeiten und seine Spielpraxis zu erhöhen, wurde Doreth nach einer dreijährigen Vertragsverlängerung beim FC Bayern an den Ligakonkurrenten TBB Trier ausgeliehen. In der EM-Endrunde 2013 kam Doreth kaum zum Einsatz, als eine ohne Dirk Nowitzki neuformierte Mannschaft unter dem neuen Nationaltrainer Frank Menz bereits nach der Vorrunde ausschied. Zur Saison 2013/2014 wurde Doreth erneut verliehen, diesmal an die Artland Dragons. In den Play-offs der Bundesliga-Spielzeit 2013/14 entthronten die Niedersachsen in der ersten Runde den Serienmeister Brose Baskets, bevor man in der Halbfinalserie selbst gegen Alba Berlin ausschied. Die folgende Saison 2014/15, in der Doreth nun fest zum Aufgebot der Artland Dragons gehörte, verlief jedoch für die Artländer enttäuschend, als man durch einen elften Platz in der Hauptrunde die Meisterrunde verpasste. Zudem wurde Doreth noch aus dem Kader für die EM-Endrunde 2015 gestrichen, so dass er die eigentliche Teilnahme an der Endrunde verpasste. Nach dem Rückzug Quakenbrücks aus der höchsten Spielklasse wechselte er zum bisherigen Ligakonkurrenten Medi Bayreuth in seiner fränkischen Heimat. Im März 2020 erreichte er mit Bayreuth das Halbfinale im europäischen Vereinswettbewerb FIBA Europe Cup, das aber wegen der Covid-19-Pandemie nicht ausgetragen wurde. Bis 2023 bestritt er insgesamt 375 Bundesliga-Spiele.
Nachdem er 2023 mit Bayreuth aus der Bundesliga abgestiegen war, ging er in seine Heimatstadt zurück und schloss sich dem Zweitligisten Nürnberg Falcons BC an. Im März 2024 kündigte er an, seine Spielerlaufbahn im Leistungsbasketball am Ende der Saison 2023/24 einzustellen. Er wurde anschließend Sportlicher Leiter des Nürnberger Nachwuchsbereiches und schloss sich als Spieler im Amateurbereich dem Regionalligisten TSV Ansbach an.

## Tätigkeit als Fernsehkommentator und Podcaster
Während der ZDF-Übertragung des Endspiels der Weltmeisterschaft 2023 war Doreth für den Sender als Experte im Einsatz. Seit dem Saisonbeginn 2023/24 kommentiert Doreth Spiele der Basketball-Bundesliga und Champions League auf Dyn.
Zusätzlich moderierte er im Auftrag von Dyn gemeinsam mit Stefan Koch den Vodcast Captain und Coach sowie seinen eigene Rubrik Bastis Corner. Außerdem veröffentlicht Doreth zusammen mit dem Gastronomen John Angulo seit März 2021 den Basketball-Podcast In Your Face.

## Sonstiges
Doreth ist Anhänger und Mitglied des 1. FC Nürnberg.